# Turngerätefabrik Adolf Buczilowsky
Die Turngerätefabrik Adolf Buczilowsky war ein bedeutender deutscher Hersteller von Turngeräten. Die Firma wurde 1871 von dem Bautischler Adolf Buczilowsky in Berlin gegründet und war zunächst in der Köthener Straße 17 ansässig. Buczilowsky war vorher bei der Königlichen Feuerwehr in Berlin gewesen und hatte dort bei dem Turnlehrer Hermann Kluge Anregungen für wissenschaftlich fundierte Turnausbildung erhalten. Seine Firma belieferte nun Turnvereine in ganz Deutschland nach dem „System Kluge“. Zudem stattete sie neben vielen Vereinsturnhallen auch zahlreiche Schulturnhallen mit Gerätschaften aus. Ein Beispiel ist die Ausstattung der 1891 fertiggestellten Turnhalle des Königlichen Gymnasiums zu Bonn.
Darüber hinaus fertigte Buczilowsky in Zusammenarbeit mit dem Chirurgen Florian Beely Geräte für die Krankengymnastik, einen Skoliosebarren und einen Ruderapparat für die Skoliose-Therapie. 1895 firmierte das Unternehmen unter dem Namen Fabrik für orthopädische und Turnapparate. 1897 steht im Berliner Adressbuch: Buczilowsky, Hoflieferant Seiner Königlichen Hoheit des Prinzen Friedrich Leopold, Fabrik für Turngeräte, orthopädische, Schwimm- und Rettungsapparate. 1903 annonciert die Firma unter der Bezeichnung Fabrik für Turn-, Schwimm-, Rettungs-, und Feuerwehrgeräte. 1907 schließlich hatte der Firmeninhaber den Status eines Hoflieferanten Seiner Majestät des Kaisers und Königs erreicht. Später nennt sich das Unternehmen wieder einfach Fabrik für Turngeräte. Der Firmensitz war seit 1904 bis zur letzten Erwähnung 1953 in der Blumenthalstraße 13 in Berlin.
Bereits 1874 hatte Buczilowsky das Schaumodell einer Turnhalle auf der Versammlung des Turnlehrer-Vereins der Mark Brandenburg in Potsdam ausgestellt. Bei der Allgemeinen Deutschen Ausstellung auf dem Gebiete der Hygiene und des Rettungswesens 1883 stellte er das Modell eines Turnsaales und eines Turnplatzes aus.
Die Firma war auch international aktiv und wurde 1885 in den USA als einer der vier zuverlässigsten ausländischen Hersteller gymnastischer Apparate weltweit genannt.
Buczilowsky zeigte im Rahmen der Deutschen Unterrichts-Ausstellung auf der Welt-Ausstellung in St. Louis 1904 ein Modell der Turnhalle der 3. Volksschule in Steglitz.
1936 belieferte die Firma mit Sportgeräten der Marke „Hellas“ die Olympischen Spiele in Berlin. Der Fabrikbesitzer Adolf Buczilowsky wurde 1917 als Ersatz für den verstorbenen Dr. Herzberg zum Stadtverordneten der Stadt Berlin gewählt.

## Patente
- 1921 Diskusscheibe (DE332470C)
- 1932 Anordnung zur Befestigung von leiterartigen Turngeräten in Badebassins (DE564582C)
- 1935 Sprungmatte mit in einen Mantel gekleideten Plattenschichten (DE622438C)